# Papo (irmão de João Troglita)
Papo (em latim: Pappus) foi oficial militar bizantino do século VI de possível origem trácia, filho de Evantes e irmão do general João Troglita. Em 533, esteve entre os quatro comandantes enviados por Belisário na expedição contra o Reino Vândalo; os outros foram Rufino, Aigã e Barbato. Na subsequente Batalha de Tricamaro, comandou parte da cavalaria da ala esquerda romana. Parece ter morrido subitamente de causas naturais enquanto era jovem. Foi lamentado em versos proferidos por Coripo quando João Troglita chegou em Capute Vera em 546. Neles evocava-se a coragem e proeza marcial de Papo.